# علم تراجم
علم تراجم‌الرجال یا دانش شرح حال‌نویسی از دانش‌های زیرمجموعهٔ تاریخ و علم رجال به‌شمار می‌رود.

## تنوع کتب تراجم
تراجم یک علم زیرمجموعه تاریخ و رجال است. در تمدن اسلامی کتب فراوانی در زمینهٔ تراجم نوشته شده‌است که شامل کتب طبقات و حتی فهرست‌نویسی‌های مشتمل بر شرح حال نویسندگان هم می‌شود. گاه این کتاب‌ها بر اساس مذهب و گاه جغرافیا و گاه قرن‌های مختلف و غیره است. تراجم‌الرجال به دو نوع عام و خاص تقسیم می‌شود و شیوهٔ آوردن شرح احوال افراد (اعم از زنان و مردان) به شیوهٔ الفبایی و غیر الفبایی است.

## برخی از کتب تراجم
از کتاب‌های معروف در تراجم الرجال می‌توان به اعیان الشیعه نوشتهٔ عاملی، نقباءالبشر نوشتهٔ تهرانی، میزان الاعتدال فی نقد الرجال نوشتهٔ ذهبی، گلشن ابرار و لسان المیزان نوشتهٔ عسقلانی، تراجم الرجال اشکوری اشاره کرد.

## تراجم‌نگاران معروف
از تراجم‌نگاران معروف می‌توان به شیخ آقابزرگ تهرانی، ملا عبدالله افندی، محمدعلی مدرس خیابانی، صدرالاسلام خویی، مرعشی نجفی اشاره داشت.

## آسیب‌ها
علم تراجم‌الرجال دارای آسیب‌های ساختاری و محتوایی است. برای جلوگیری از این آسیب‌های آن کارهایی شده‌است؛ مثلاً گاهی برای دوری از آسیب تشابه اسامی افراد به‌صورت خاص کتاب تراجمین مرتبط با تمایز میان اسامی متشابه نوشته می‌شود.